# تیم ملی فوتبال زیر ۲۱ سال ترکیه
تیم ملی فوتبال زیر ۲۱ سال ترکیه (ترکی استانبولی: Ümit Milli Futbol Takımı) یا تیم ملی فوتبال جوانان ترکیه، نماینده کشور ترکیه در مسابقات فوتبال جوانان اروپا و جهان است که زیر نظر فدراسیون فوتبال ترکیه فعالیت می‌کند. 